# Sung Kang
Sung Kang (en coreano, 강성호, romanización revisada del coreano, Kang Sung-Ho; 8 de abril de 1972) es un actor estadounidense conocido por su papel de Han Lue en la película de Fast & Furious. 

## Vida y carrera
Kang nació en Gainesville, Georgia, hijo de inmigrantes surcoreanos. Su primer papel principal fue el de Han Lue en Better Luck Tomorrow en el que interpretó a un miembro de una pandilla marginal. Repitió su papel de Han Lue en The Fast and The Furious: Tokyo Drift, en Fast & Furious 3.5: Los Bandoleros, Fast & Furious, Fast Five , Fast & Furious 6. Fue una de las estrellas en The Motel, donde interpretó a Sam Kim. También tuvo un papel en la película War de Jet Li interpretando a un agente del FBI, y apareció como Doran, un hijo de Genghis Khan en la película Forbidden Warrior. 
En MADtv, Sung interpretó el papel del narcisista Presidente Gin Kew Yun Chun Yew Nee en una parodia a los dramas coreanos llamada "Tae Do" o "Attitudes and Feelings, Both Desirable and Sometimes Secretive". También tuvo un pequeño papel en la película de acción Live Free or Die Hard.
Kang aparece en un video musical de la popular banda coreana G.o.d.
Es dueño de un restaurante llamado Saketini en Brentwood, Los Ángeles, California. Ofrece una amplia gama de comidas de la cuenca del Pacífico y tiene a Eun San Yi como su chef principal.
Kang dice que antes de interpretar a Han en The Fast and The Furious: Tokyo Drift no era consciente de la subcultura del drifting que existe en Japón. No fue sino hasta que comenzó a investigar para el papel, que supo que la popularidad del drifting se extiende actualmente por todo el mundo.
Como actor estadounidense, Kang ha dicho que una de las cosas que más le desagradan de Hollywood son los estereotipos a los que se enfrentan los actores orientales cuando se someten a una prueba para un papel.

## Filmografía
- Pearl Harbor (2001)
- Better Luck Tomorrow (2002) (Productor asociado)
- Spin City (2002)
- Antwone Fisher (2002)
- The Shield (2003)
- Forbidden Warrior (2004)
- Threat Matrix (2004)
- Cold Case (2004)
- The Motel (2005)
- Monk (2005)
- The Fast and the Furious: Tokyo Drift (2006)
- Undoing (2006)
- Standoff (2006)
- CSI: Miami (2006)
- War (2007)
- Live Free or Die Hard (2007) (Central del FBI)
- Undoing (2007) (Productor)
- Finishing the Game (2007)
- Samurai Girl (2008)
- Knight Rider (2008)
- CSI (2008)
- Fast & Furious 3.5: Los Bandoleros (2009)
- Fast & Furious (2009)
- Ninja Assassin (2009)
- Helium (2009)
- Fast Five (2011)
- Bullet to the Head (2012)
- Fast & Furious 6 (2013)
- Gang Related (2014)
- Furious 7 (2015)
- Batman v Superman: Dawn of Justice (2016) (Uno de los Secuestradores de Martha Kent)
- Código 8  (2019)
- We can be heroes (2020)
- F9 (2021)
- Obi-Wan Kenobi (2022)
- Fast X (2023)